# 第5輕裝師 (德國國防軍)
第5輕裝師（德語：5. Leichte-Division）是第二次世界大戰開始時德國國防軍陸軍的輕機械化師之一。  

## 歷史
為了營救在利比亞潰敗的義大利軍隊，1941年1月11日，阿道夫·希特勒命令國防軍派遣一支由第3裝甲師部隊組成的“阻擊分隊」（Speerverband）。該部隊被命名為第5輕裝師，並被委託給約翰內斯·施特賴希少將。
2月5日希特勒決定派出第二個師，第二天，他責成埃爾溫·隆美爾指揮這兩個部隊以及義大利機械化部隊。隆美爾抵達的黎波里2月12日兩天后，緊隨其後的是第5突擊師的先頭部隊阻止他們的前進。
這3月11日第5裝甲團攜150輛坦克抵達，其中包括80輛三號坦克（PzKWIII）和四號坦克（PzKWIV）。
這3月31日隆美爾穿越沙漠發動反攻，將英軍逼退至埃及邊境，包圍了托布魯克的澳洲駐軍。4月11日。然而，面對澳洲第9師的決心，對港口的攻擊失敗了，該師甚至消滅了第5輕裝師的兩個機槍營之一。隨後局勢受阻，隆美爾必須等待援軍和補給的改善，才能繼續向埃及挺進。1941年6月，它參加了對抗盟軍戰斧行動的戰鬥。
1941年8月1日，第15裝甲師抵達非洲戰區，第5輕裝師改組，定名為第21裝甲師。